# الطريق الأوروبي E15
الطريق الأوروبي E15 هو طريق وجزء من شبكة الطرق الأوروبية الدولية للأمم المتحدة. يمتد من إنفيرنيس باسكتلندا جنوبا عبر إنجلترا وفرنسا إلى الجزيرة الخضراء بإسبانيا. يبلغ طوله 2300 ميل (3700 كم).